# 普勝清治
普勝 清治（ふかつ せいじ、1933年1月11日 - 2014年9月18日）は、日本の実業家。元全日本空輸社長。

## 来歴・人物
東京都生まれ。港区立青山中学校、都立日比谷高等学校などを経て、東京大学に入学。
1956年（昭和31年）、東京大学法学部私法コースを卒業し、全日本空輸の前身である日本ヘリコプター輸送株式会社に入社した。
東京支店、本社中枢部門の部署長を歴任した後、1976年（昭和51年）12月、取締役経営管理室長となる。
1989年（平成元年）6月、エアーニッポン株式会社の社長に就任（全日本空輸専務取締役と兼務）。那覇－石垣線および羽田－中標津線の新規開設、エアーニッポン初の国際チャーター便の運航（稚内－ユジノサハリンスク間、1991年9月）、B737-500型機の導入など、エアーニッポンの事業拡大を図った。
1993年（平成5年）6月、近藤秋男社長の後を継いで全日本空輸の第9代社長に就任した。就任直後の関西国際空港の開業に伴い、国際路線を拡張する一方、構造改革プランを策定し実行するなどした。これにより、急激に拡大したものの慢性的な赤字にあえいでいた国際線網の見直しを進めるなど、収益改善に貢献した。
また、1995年（平成7年）9月1日、東南アジア最大のCRSである、アバカス・ディストリビューション・システムズの会長に就任した。
1997年（平成9年）6月に若狭得治名誉会長らとの対立により全日本空輸の社長を辞任した後、相談役と最高顧問を務めた。
2014年9月18日に心不全のため81歳で死去した。